# Berchem-Sainte-Agathe
Berchem-Sainte-Agathe (en neerlandés: Sint-Agatha-Berchem) es un municipio situado en la Región de Bruselas-Capital, en Bélgica. Tiene una población estimada, a inicios de 2023, de 25 396 habitantes.
Su área total es de 3 km² y su densidad de población es de 8608.6 hab/km².

## Geografía
Es uno de los municipios más pequeños de la Región Bruselas-Capital. Situado al noroeste de Bruselas, limita con Asse y Ganshoren al norte; con Koekelberg al este; con Molenbeek-Saint-Jean al sur, y con Dilbeek al oeste.

## Demografía

### Evolución
El siguiente gráfico refleja la evolución demográfica del municipio, incluyendo los antiguos municipios que se fusionaron el 1 de enero de 1977.
| Gráfica de evolución demográfica de Berchem-Sainte-Agathe entre 1846 y 2023 |
|                                                                             |

## Personas destacadas
- Jean-Claude Van Damme, actor

## Patrimonio
La Ciudad Moderna, construida por el arquitecto Victor Bourgeois entre 1922 y 1924, figura en el inventario del patrimonio arquitectónico de la Región Bruselas-Capital.

Cité Moderne / Moderne Wijk (1922-1924)
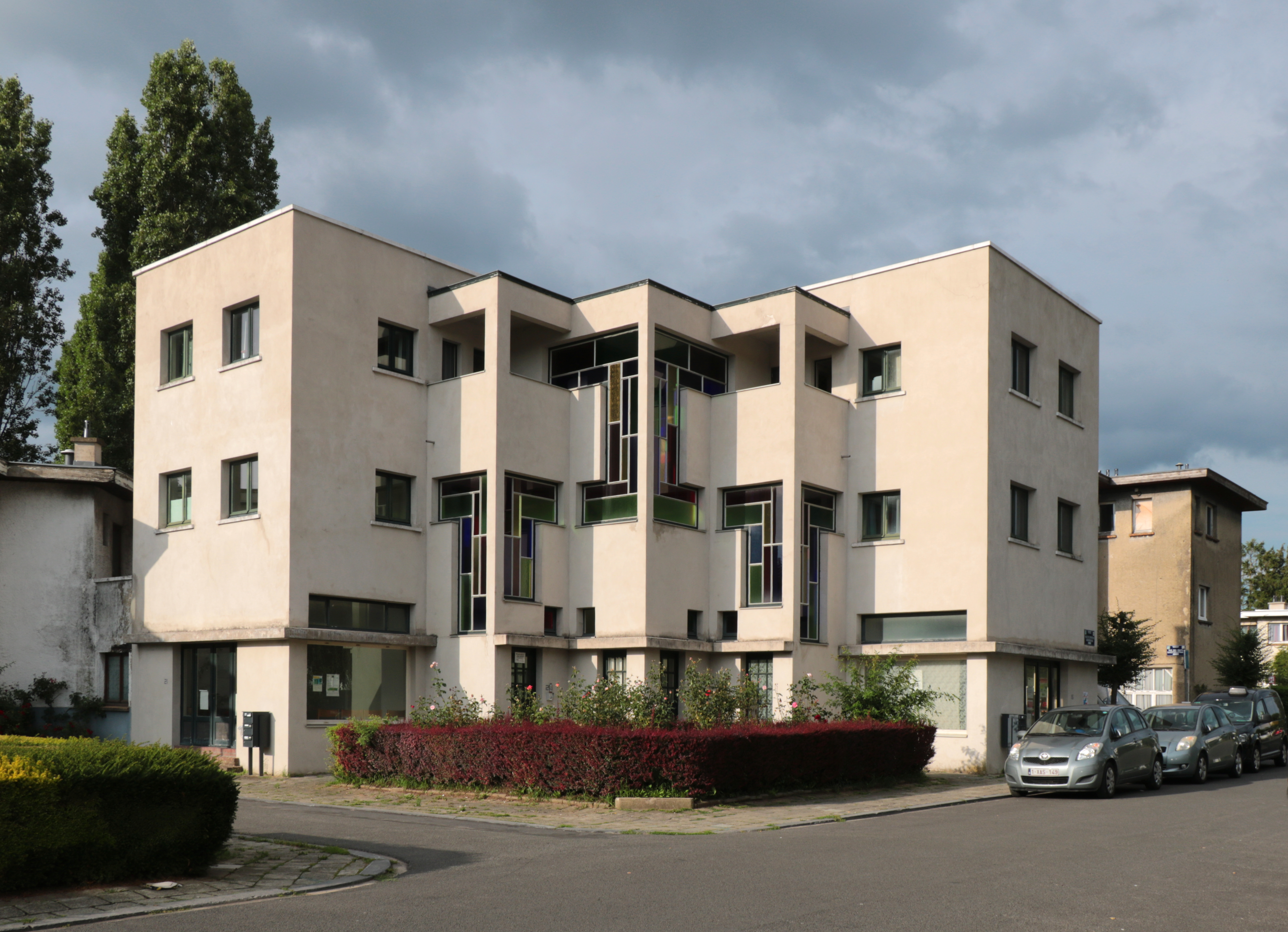
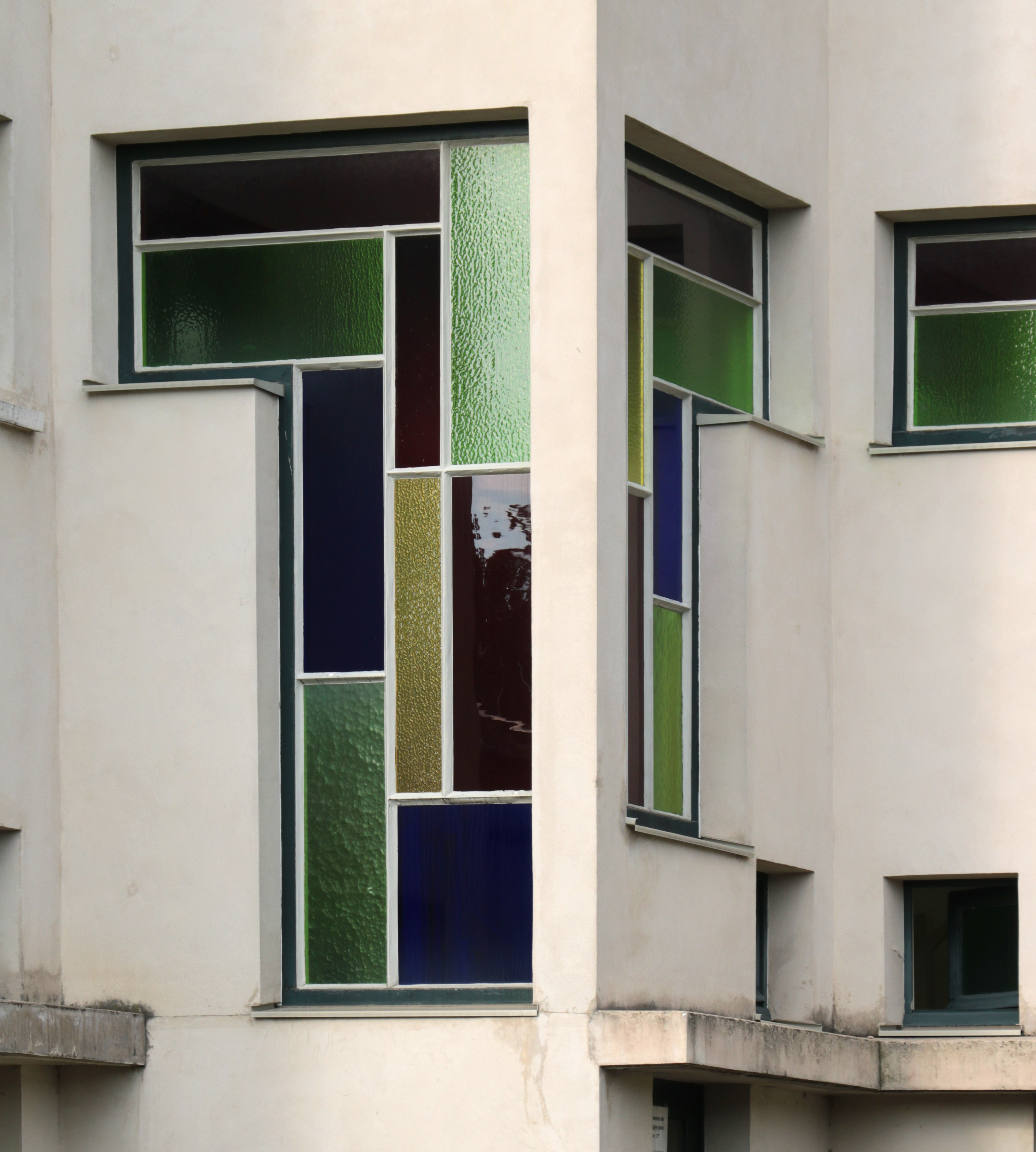
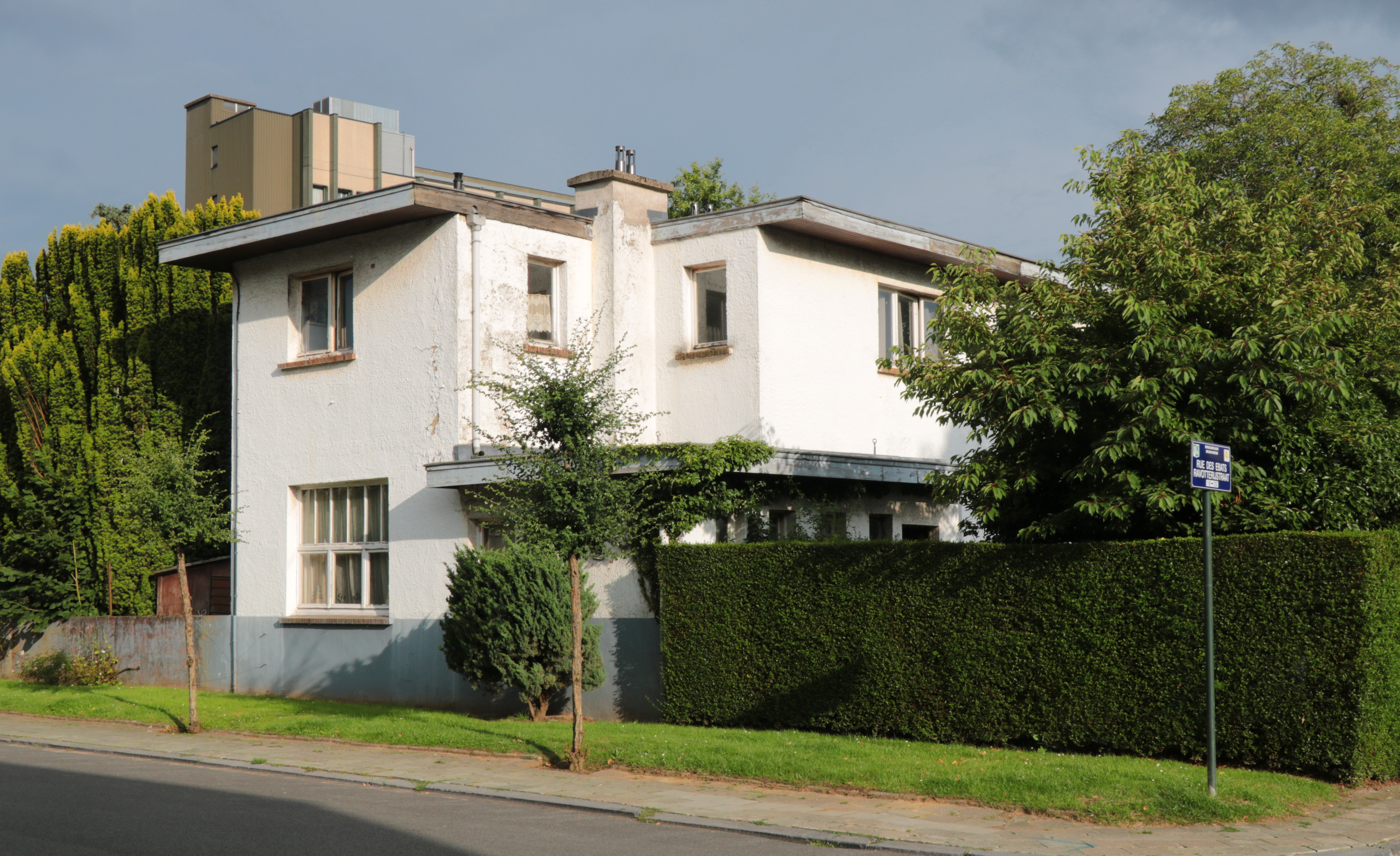